# Улрих IV фон Регенщайн
Улрих IV фон Регенщайн (на немски: Ulrich IV, Graf von Regenstein; † между 15 август 1336 и 25 ноември 1338) е граф на Регенщайн в Харц.
Той е вторият син на граф Хайнрих III фон Регенщайн († 1311/1312) и съпругата му графиня Елизабет фон Хоя († 1320), дъщеря на граф Хайнрих II фон Хоя († 1290) и втората му съпруга Юта фон Равенсберг († 1282). По-малък брат е на граф Хайнрих V фон Регенщайн († 1355/1359). По-голям брат е на Зигфрид фон Регенщайн († 1346), катедрален шоластик в Хилдесхайм (1326 – 1344), катедрален дехант в Хилдесхайм (1344 – 1346).
Улрих IV фон Регенщайн е прадядо на Хайнрих фон Варберг († 24 октомври 1410), епископ на Халберщат.

## Фамилия
Улрих IV фон Регенщайн се жени и има две дъщери:
- Елизабет фон Регенщайн († сл. 1378), омъжена за Лудвиг фон Хакеборн († сл. 1382); баба и дядо на Хайнрих фон Варберг († 24 октомври 1410), епископ на Халберщат.
- Мехтилд фон Регенщайн († сл. 1344)